# Svínoy
Svínoy [ˈsvʊinɔi]/[ˈsvʊinɪ] (wörtlich: Schweineinsel, dänisch: Svinø) ist eine der 18 Inseln der Färöer und gehört zur geografischen Region der sechs Nordinseln. Gleichzeitig hat sie den Status einer „Außeninsel“ (siehe Útoyggjar).

## Allgemeines
Die verhältnismäßig flache Insel zählt immerhin noch sieben Gipfel. Einziger Ort der Insel ist das gleichnamige Dorf Svínoy. Verwaltungsmäßig bilden Ort und Insel einen Teil der färöischen Gemeinde Klaksvík (Klaksvíkar kommuna). Die Postleitzahl von Svínoy lautet FO-765.
Zusammen mit der Nachbarinsel Fugloy bildet Svínoy den nordöstlichen Außenposten der 18 Inseln der Färöer. Durch die entlegene Lage ist die Bevölkerungszahl von Svínoy stark rückgängig. Im Januar 2016 lebten insgesamt noch 26 Personen auf der Insel. Zehn Jahre zuvor waren es noch 55 Einwohner gewesen. Allerdings wuchs die Bevölkerung im Laufe des Jahres 2016 so kräftig, dass im September insgesamt 36 Menschen die Insel ihr Zuhause nannten. Die Menschen finden in Fischerei und Landwirtschaft ihr Auskommen, da Svínoy relativ fruchtbar ist.
Den Namen Schweineinsel verdankt Svínoy möglicherweise der Schweinehaltung, die zur Wikingerzeit auf den Färöern bis ins Mittelalter verbreitet war.

## Geschichte

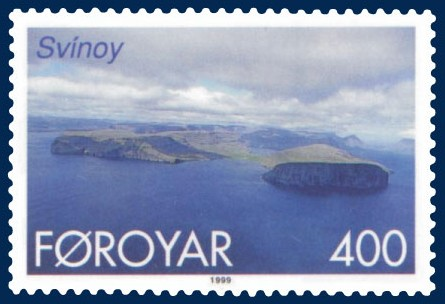
Svínoy auf einer Briefmarke

Svínoy gilt als eine der erstbesiedelten Inseln der Färöer. Der in der Färingersaga erwähnte Wikingerhäuptling Svínoyar-Bjarni soll der erste Siedler gewesen sein. Das relativ flache Land in der Mitte der Insel war leicht zu bestellen und zu bebauen. Je nach Wetterlage konnte man den Ort, der sich im Bereich einer Landenge zwischen den beiden im Osten und Westen der Insel befindlichen Buchten entwickelte, von Osten oder von Westen aus anlaufen. Möglicherweise befand sich auf dem heutigen Gelände der Kirche in der Wikingerzeit eine Opferstätte.
Im Jahre 1860 zählte man auf Svínoy 90 Einwohner, 1911 waren es 187 und 1921 betrug die Einwohnerzahl 204 Menschen.
Die Schule wurde 1888 errichtet.
Am 1. Oktober 1918 wurde die Poststelle eröffnet.
Im Ort Svínoy wohnten in den 1960er Jahren noch über 200 Menschen.
Seit 2009 ist Svínoy Teil der Kommune Klaksvík.

## Sehenswürdigkeiten
Die Kirche von Svínoy stammt von 1878, dort wird das Grab des Großbauern Svínoyar-Bjarni vermutet, der hier lebte. Im Vorraum der Kirche wird ein großer Grabstein aufbewahrt, der Bjarnarsteinur genannt wird, 1828 bei Abrissarbeiten entdeckt wurde und aus der Zeit Svínoyar-Bjarnis stammen soll.
Da Svínoy im Gegensatz zu den meisten anderen Inseln der Färöer relativ viel Flachland aufzuweisen hat, bieten sich leicht zu bewältigende Wanderungen an, z. B. zu dem Tal Yvir á Dal, in dem früher Torf abgebaut wurde.

## Verkehrsverbindungen
Die Verkehrsgesellschaft Strandfaraskip Landsins betreibt einen regelmäßigen Fährverkehr mit der Personenfähre Ritan von Hvannasund auf Viðoy nach Svínoy und Fugloy. Die Anlegestelle befindet sich etwa einen Kilometer westlich des einzigen Dorfes. Dreimal in der Woche kommt auch ein Hubschrauber, der die Insulaner versorgt. Es gibt Forderungen der Bewohner nach einem unterseeischen Tunnel, doch ist fraglich, ob das angesichts der Bevölkerungszahl je Wirklichkeit wird.

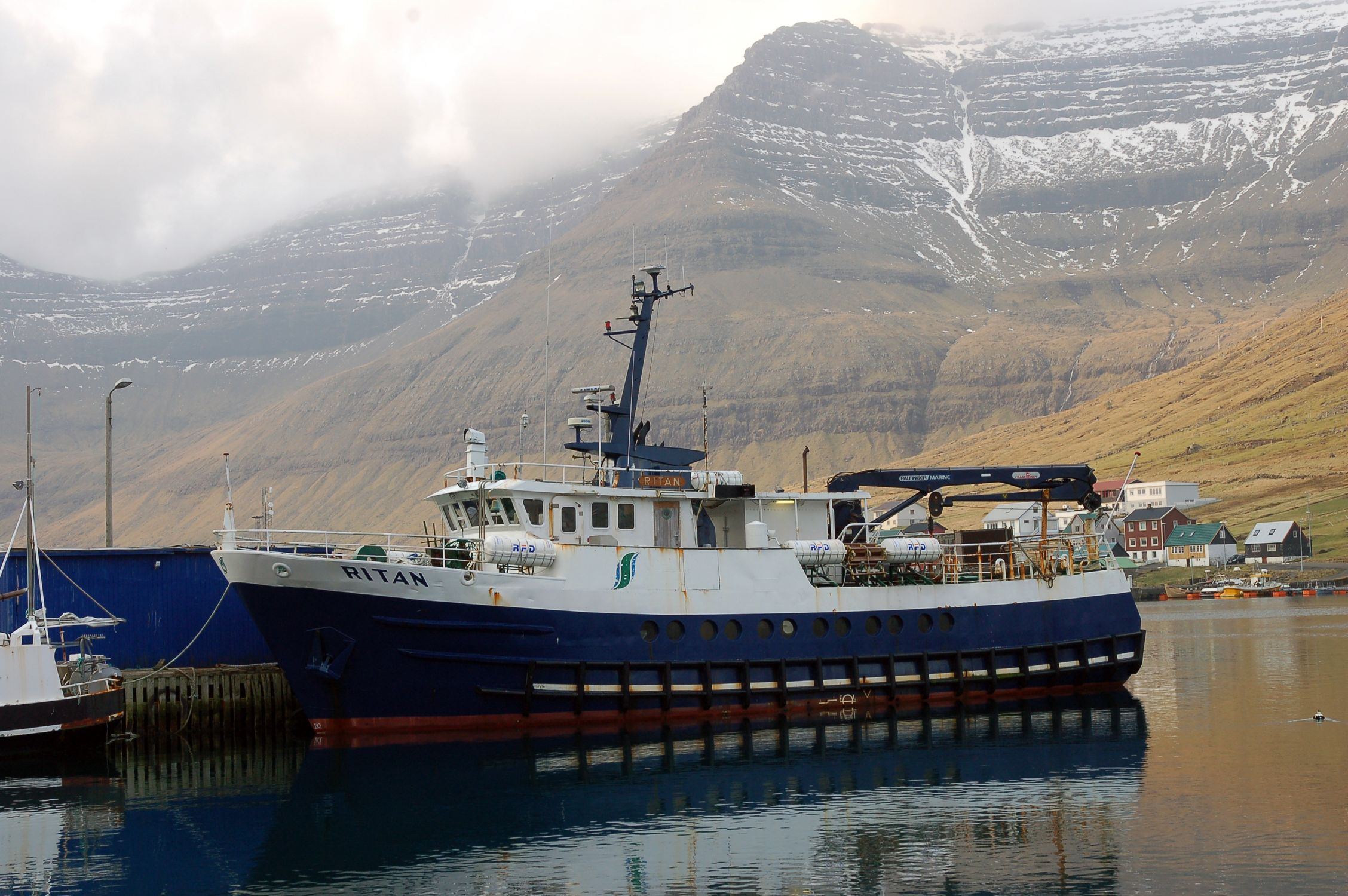
MS Ritan verkehrt als Personenfähre zwischen den färöischen Inseln Viðoy, Svinoy und Fugloy

## Infrastruktur
An der Straße vom Dorf zum Schiffsanleger befindet sich ein kleiner Dorfladen. Svínoy verfügt auch über einen neuen Bootshafen und einen modernen Kuhstall. 2005 hatte die Schule noch zwei Schüler, die aber inzwischen auf andere Inseln gezogen sind. Die zurzeit unbewohnte Lehrerwohnung dient als Gemeinschaftshaus.
Spezielle Unterkünfte für Touristen sind nicht vorhanden, doch darf man an manchen Stellen zelten.
Pkw fahren auf Svínoy nicht, nur einige Nutzfahrzeuge. Man kann die Insel auf den gut ausgebauten Straßen und Wegen leicht zu Fuß erkunden.

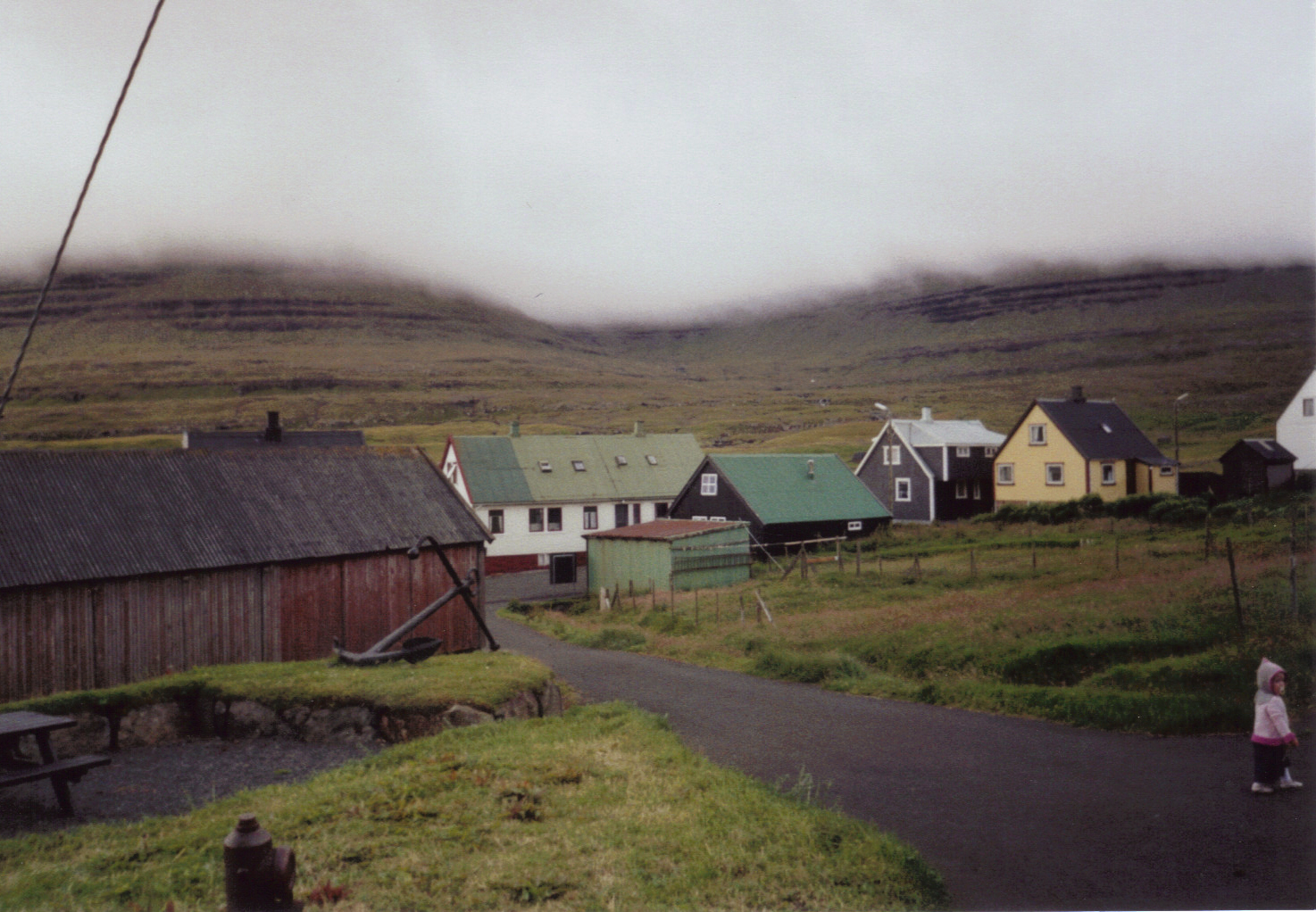
Blick zum einzigen Dorf.
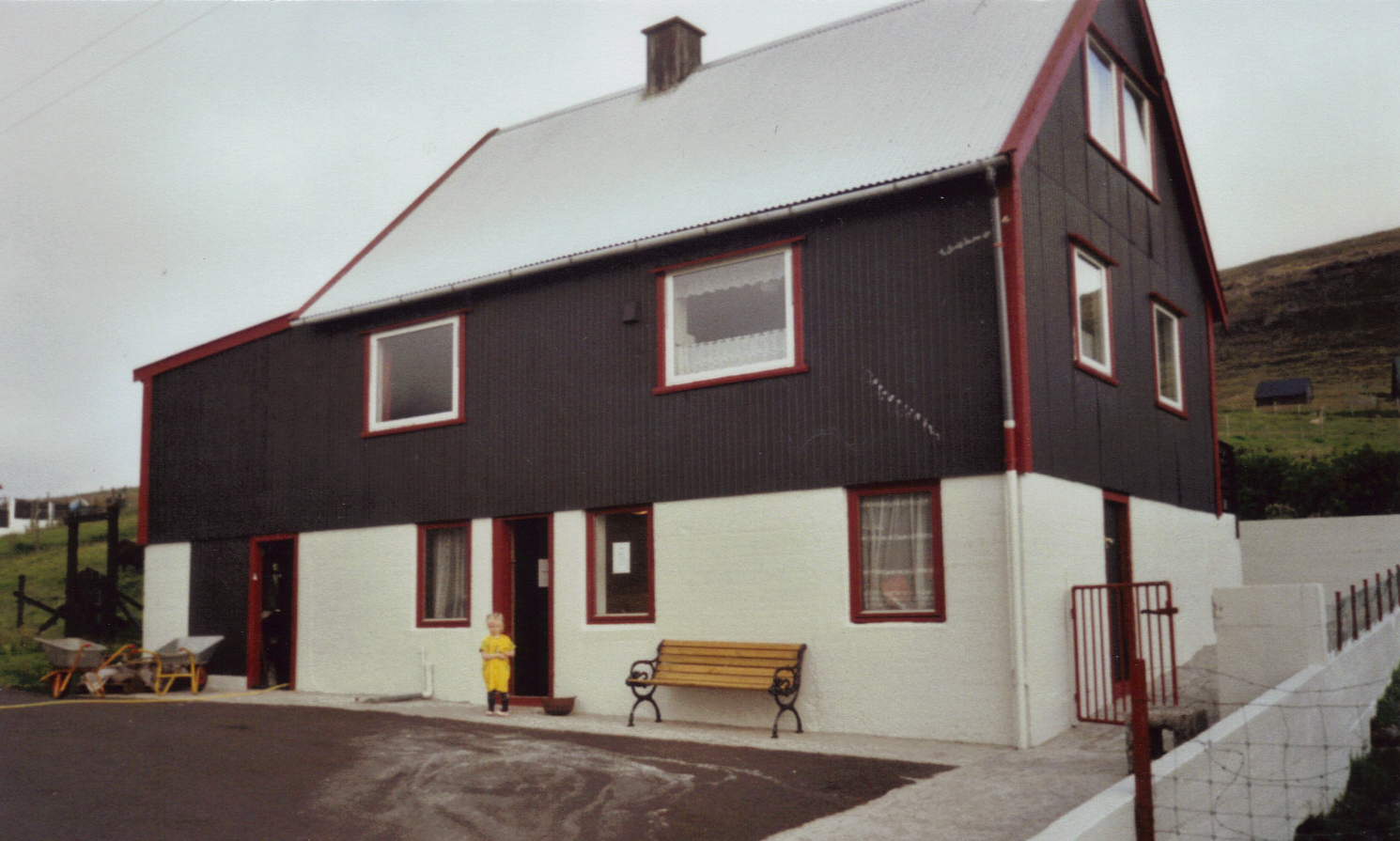
Infrastruktur: Laden.
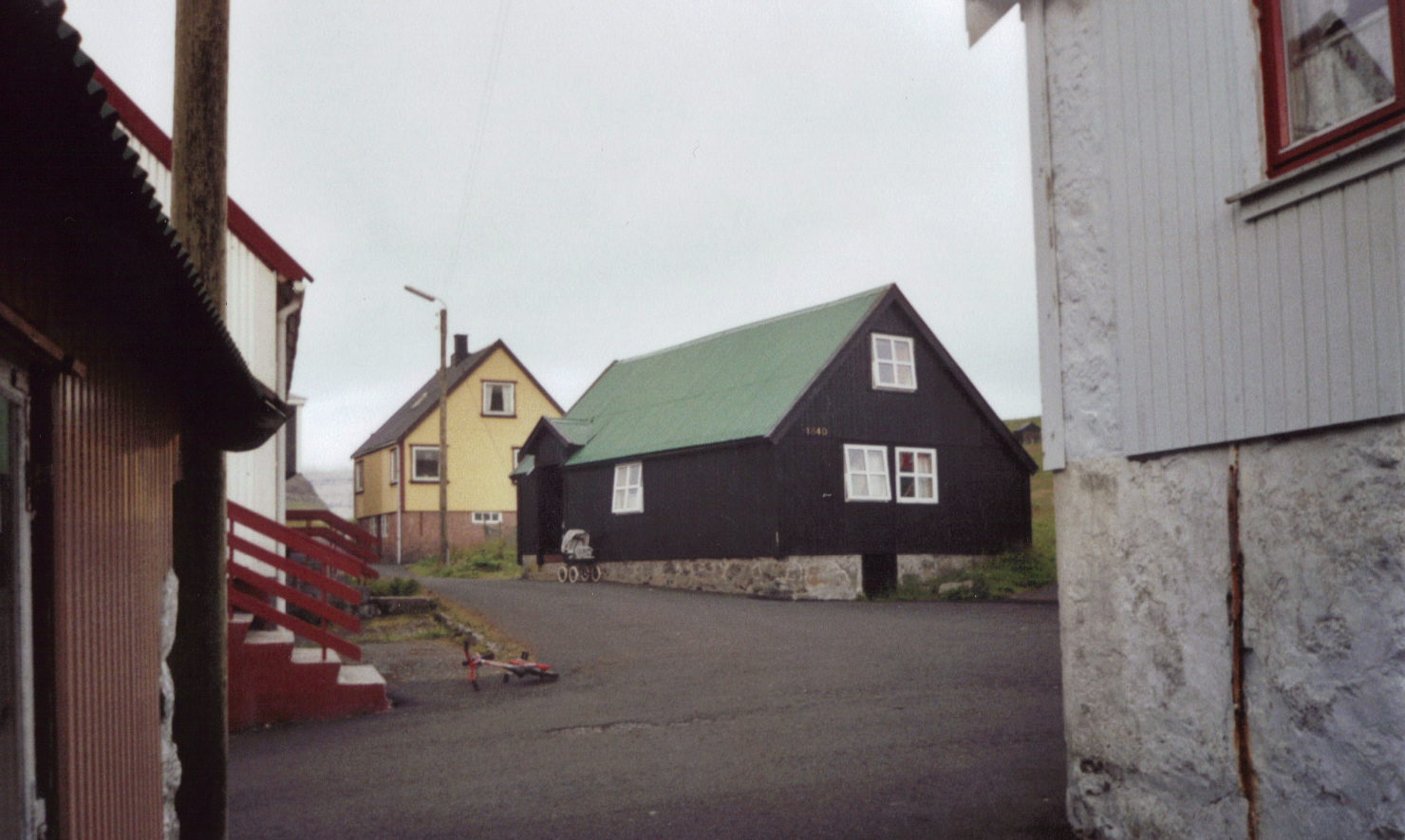
Ortsmitte.
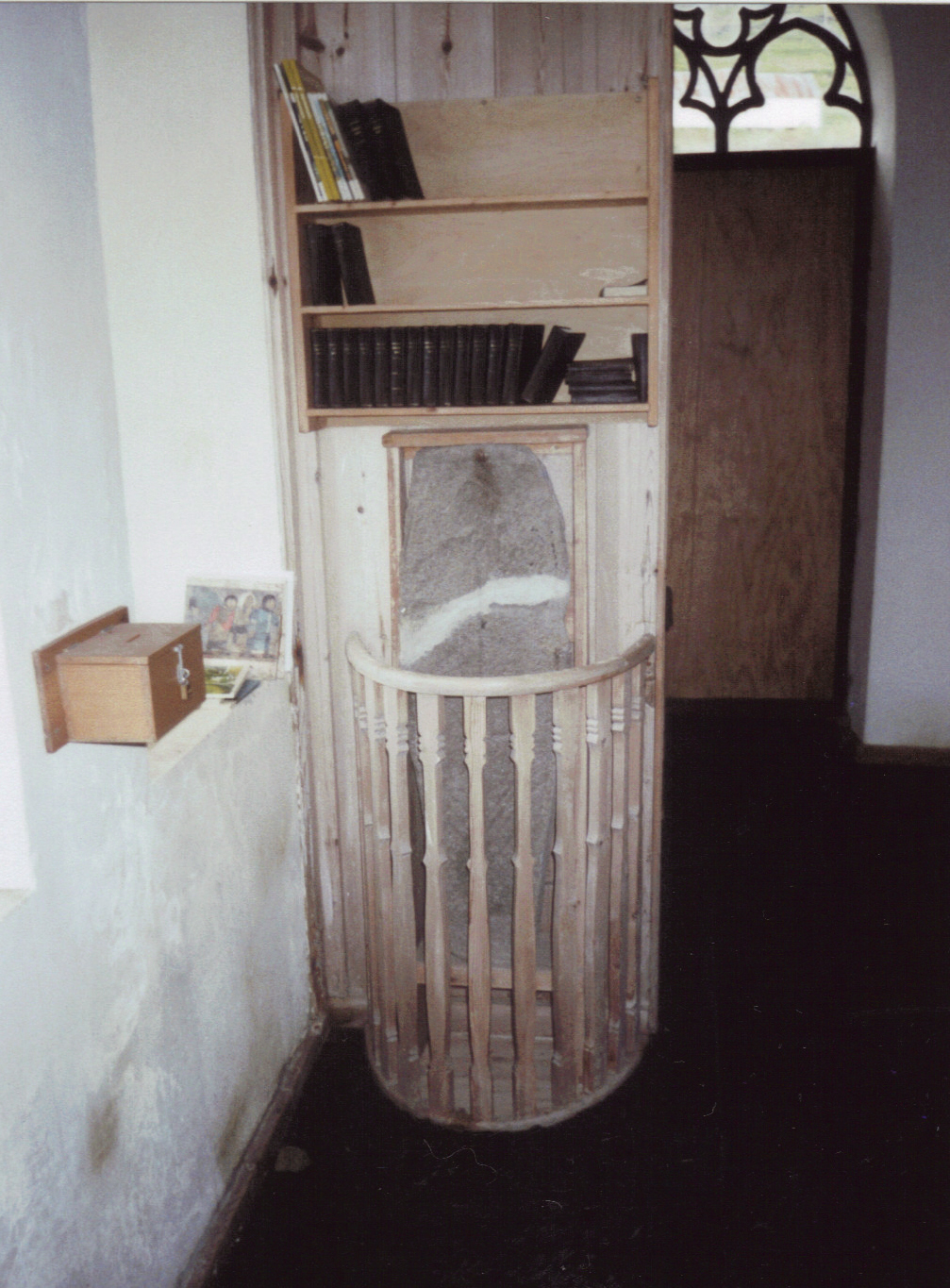
Sehenswert: Bjarnarsteinur.